# Instituto Profesional Los Leones
La Sociedad Instituto Profesional Los Leones, es una institución superior técnica profesional chilena, creada en 1981, organizada como Instituto Profesional y constituida como una sociedad privada, propiedad de las sociedades inversoras; Nicolás Limitada y Lyon`s Group Limitada. 
Mediante acuerdo del Consejo Nacional de Educación, por recurso de apelación, se encuentra acreditada por 3 años, desde noviembre de 2024 hasta noviembre de 2027. 
La institución es propietaria de la Universidad Los Leones. Forma parte de la red de instituciones reconocidas y autónomas, Conifos.

## Historia
La institución, fue legalizada como tal en 1992, a partir del Instituto Profesional de Desarrollo Regional Los Leones, creado en 1990, el cual surgió a su vez del Centro de Estudios Los Leones, en 1984, el cual procede de Institur, una institución académica creada en 1981 con la finalidad de impartir carreras de turismo.

### Controversias
Durante 2012 fue el tercer instituto profesional de Chile con mayor índice de reclamos realizados al Servicio Nacional del Consumidor (Sernac) por parte de sus alumnos.
Este Instituto Profesional Los Leones había conseguido ser acreditado por la Comisión Nacional de Acreditación (CNA-Chile) por dos años (de un máximo de siete), entre diciembre de 2014 y diciembre de 2016. Sin embargo, durante su proceso de reacreditación, en diciembre de 2016, se encontró que habían plagiado su informe de autoevaluación de otro documento perteneciente a la Universidad de Las Américas. La información fue ratificada en enero de 2017, por lo que CNA-Chile le quitó la acreditación y procedió a elaborar un informe que indica que la institución no posee los estándares académicos mínimos esperables, y que además posee dudosos contratos de arriendo financieros con instituciones relacionadas. En abril de 2020, volvió a recuperar su acreditación ante la Comisión Nacional de Acreditación, por un periodo de 3 años.

## Gobernanza
La institución es gobernada como una Sociedad Limitada, de control de las sociedades inversoras; Nicolás Limitada y Lyon`s Group Limitada.

## Campus Académico
- Campus Arturo Prat

## Escuelas y Carreras
- Carreras Técnicos Profesionales
- Carreras Profesionales

## Vinculaciones
- Universidad Los Leones